# Encephalartos cycadifolius
Encephalartos cycadifolius — вид голонасінних рослин класу саговникоподібні (Cycadopsida).
Етимологія: cycadis — латинізована форма Cycas, лат. folius — лист, з посиланням на Cycas подібне листя.

## Опис
Підземний стовбур 1 м заввишки, 30 см діаметром. Листки довжиною 100 см, синьо-зелені, тьмяні; хребет листка жовтуватий, прямий, жорсткий; черешок прямо, без колючок. Листові фрагменти лінійні; середні — 9—12 см завдовжки, шириною 4—6 мм. Пилкові шишки 1—2, яйцеподібні, жовті, довжиною 15—20 см, 5—8 см діаметром. Насіннєві шишки 1—2, яйцеподібні, жовті, довжиною 20—30 см, 16—18 см діаметром. Насіння довгасте, довжиною 25—30 мм, шириною 15—20 мм, саркотеста жовта.

## Поширення, екологія
Цей вид обмежений горами Вінтерберг на північ від Бедфорд в Східнокапській провінції, ПАР. Записаний від 1200 до 1800 м над рівнем моря. Цей вид росте в напівпосушливих районах луків на дрібних сланцевих ґрунтах на північних і східних схилах гір. E. cycadifolius адаптована до пожежі.

## Загрози та охорона
Бабуїни і їжатці іноді можуть призвести до пошкодження шишок і молодого листя цього виду. Занадто часті пожежі можуть вплинути на розсаду і молоді рослини.